# Pan ácimo

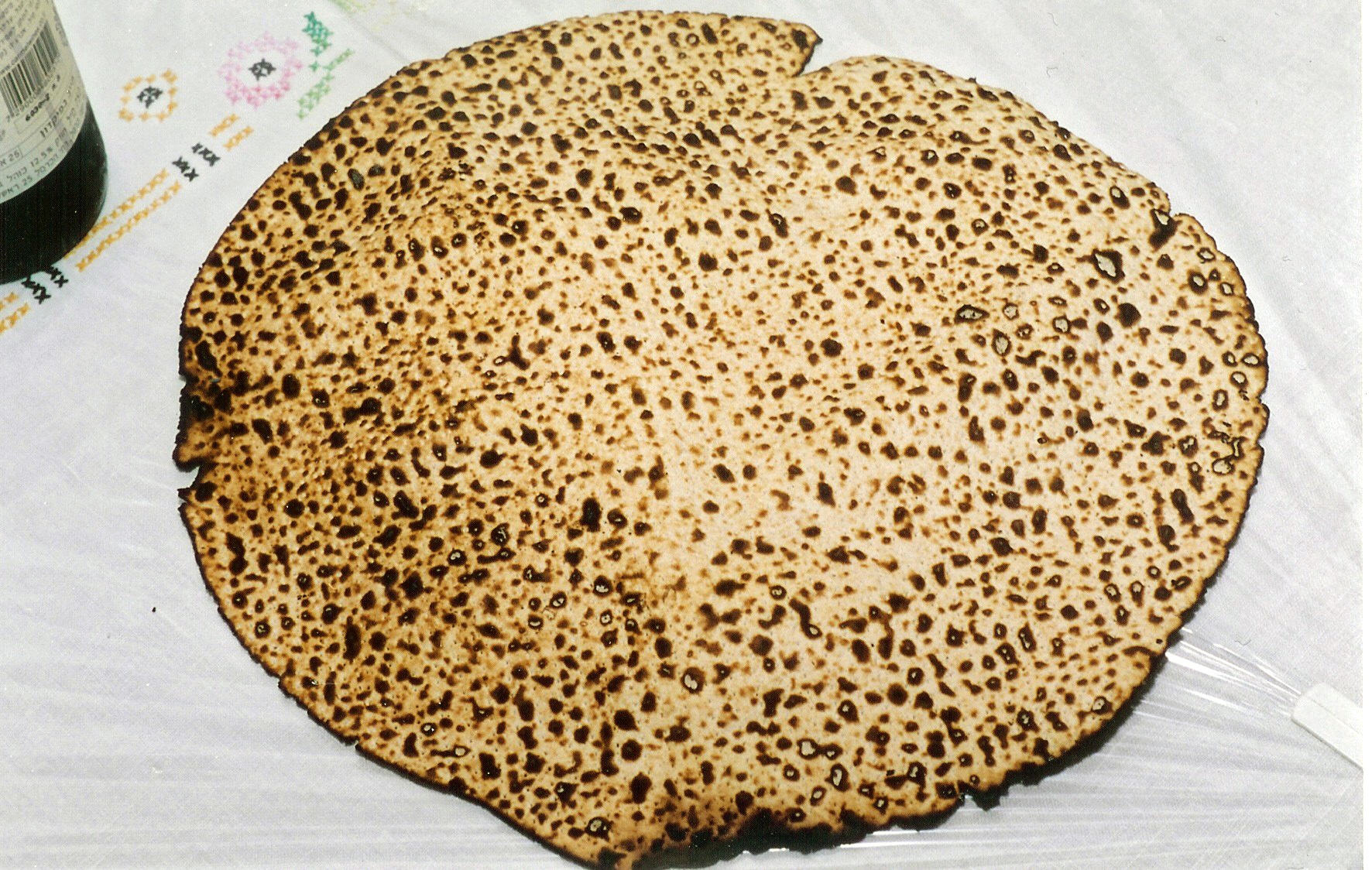
Pan ácimo

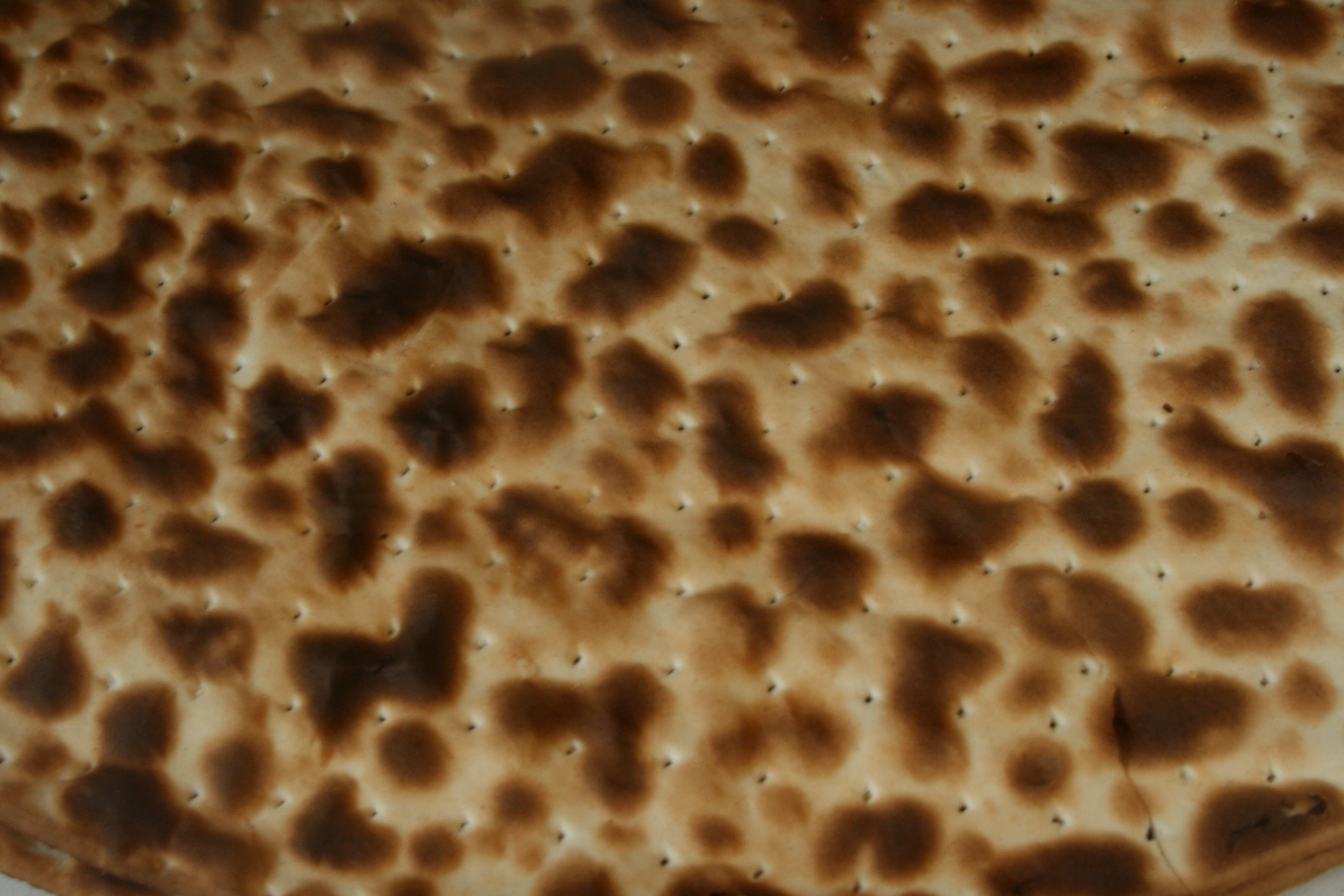
Detalle de la torta cenceña típica

El pan ácimo (también, ázimo) o pan cenceño es el pan que se hace sin levadura. Su masa es una mezcla de harina de algún cereal con agua, a la que se le puede añadir sal. A esta masa se le da la forma deseada antes de someterla a temperatura alta para cocinarla. La harina utilizada generalmente es de trigo, cebada, maíz o cereal.

## Características
Durante mucho tiempo el pan ácimo fue el único que conocía la humanidad; se preparaba con harina integral y se cocinaba poniendo la masa sobre piedras calentadas al sol o cenizas calientes.
Posteriormente el pan cenceño fue cambiado hasta convertirse en muchas de las variedades de pan que conocemos hoy en día. Esa evolución se dio gracias a que se inventaron los hornos, se descubrió la levadura, las harinas comenzaron a ser refinadas y se incorporaron al pan nuevos añadidos como aceites, mantequillas, especias, etc. Sin embargo, actualmente muchas personas siguen elaborando el pan cenceño, bien sea por razones de sencillez (el pan ácimo es el más fácil de elaborar), por razones religiosas o de salud.
Como el pan ácimo se elabora con harina integral y sin grasas, resulta más saludable que el pan blanco que se elabora con harina refinada, y que muchos ejemplos de pan integral que recurren a grasas como aceite o mantequilla.[cita requerida]
En algunos países se les da el nombre de pan árabe, siendo muy similar al pan de pita pero de menor grosor.

### En las religiones abrahámicas
El pan cenceño, de forma redonda y delgada, era preparado por los judíos durante la víspera de la Pascua para comerlo en recuerdo de la noche del éxodo. La fiesta agrícola de los ázimos duraba siete días.[cita requerida] El primer día coincidía con la Pascua, de ahí que la fiesta de los ázimos fuese desde el siglo VII, al menos, fiesta de la Pascua. Al no ser tratada la masa con la levadura vieja de la cosecha anterior, este pan significaba pureza; procedía de una masa nueva, sin la vieja levadura. San Pablo equipara el pan ázimo con la sinceridad y la verdad.[cita requerida]
Las iglesias de Oriente adoptaron el pan natural y las de Occidente (católicos y luteranos), el ácimo. El simbolismo de los ácimos en la liturgia es, como en toda liturgia, de vital importancia. Jesucristo indica, en Juan Cap 6, que él «es el pan vivo bajado del cielo» (pan ácimo indica pureza, pulcritud). Lo importante para la eucaristía es el pan que se pueda partir, compartir y comer, el cuerpo de Cristo (después de la Consagración).[cita requerida]
Para judíos y cristianos, el pan ácimo tiene un significado especial. La tradición judeocristiana cuenta que el pueblo de Moisés salió huyendo intempestivamente de Egipto, sin mucho tiempo para terminar de preparar el pan, por lo que durante el viaje hacia Israel el pan que se consumió era pan cenceño. Por ello, los judíos elaboran una torta de pan ácimo llamada matzá para ser consumido durante la conmemoración de la salida de Egipto, conocida como Pésaj. Los cristianos católicos emplean durante la eucaristía una especie de pan ácimo en forma de oblea llamada hostia, el sacerdote consagra el pan y el vino por medio de una fórmula sacramental que pronuncia el sacerdote celebrante, lo que produce el efecto de la transubstanciación, es decir, se convierte en el cuerpo de Jesucristo, en conmemoración de la última cena con sus apóstoles, durante la cual él tomó pan cenceño, lo partió y lo repartió a sus discípulos diciendo que era su cuerpo. Otras denominaciones cristianas, como los adventistas, también usan el pan ácimo durante sus celebraciones.[cita requerida]

## Variedades
Otros tipos de pan sin levadura son los roti indios (como el chapati y la phulka) que se consumen en la región de Irán, Pakistán e India, y que se parecen a algunas tortillas como las empleadas en los tacos mexicanos. Los Paratha y los Puris asiáticos, a diferencia del pan ácimo, son elaborados con aceite. También es pan sin levadura el matzo (o matzá) judío, la pita de la región del mar Mediterráneo, la piadina de la Romaña italiana, la arepa y el mochi japonés.

### Casabe
En el Caribe hispanoparlante se consume ampliamente el casabe, que es en esencia una especie de pan ácimo elaborado con harina de yuca o mandioca y agua. Las arepas y similares (como las pupusas salvadoreñas o las gorditas mexicanas), hechas con harina de maíz, también podrían considerarse ejemplos de pan sin levadura.

### Torta cenceña
En la región de La Mancha (España) se utilizan unas tortas de pan ácimo, también conocidas como tortas cenceñas de pastor, imprescindibles para el guiso típico de los gazpachos manchegos. En la artesanía popular, se trata de grandes tortas a base de harina, sal y agua dispuestas sobre las mismas brasas y ceniza, con la ventaja de que este pan cenceño no se corrompe fácilmente en el zurrón de los pastores y labriegos, durante los trasiegos de las largas estancias al aire libre, y puede ser el complemento ideal para acompañar a los guisos y comidas de campaña.